# Jussari
Jussari est une municipalité brésilienne de l'État de Bahia.
Sa population était estimée à 6 467 habitants en 2010 et elle s'étend sur 356,735 km2.
Elle appartient à la Microrégion d'Ilhéus-Itabuna dans la Mésorégion du Sud de Bahia.

## Maires
| Période | Période | Identité             | Étiquette | Qualité |
| ------- | ------- | -------------------- | --------- | ------- |
| 2009    | 2012    | Neône Simões Barbosa | PP        |         |

1. ↑  IBGE